# Elmau (zámek)
Zámek Elmau (německy Schloss Elmau) je zámek na území obce Krün v Bavorsku. Nachází se v nadmořské výšce kolem 1000 metrů na náhorní plošině obklopené horami v podhůří Elmauer Alpental, zhruba 5,5 km vzdušnou čarou jihovýchodně od Garmisch-Partenkirchenu.

Ročně zámek navštíví asi 80 000 návštěvníků. Nabízí služby jako kurzy jógy, tajči ad. Konají se zde koncerty a lze se zde setkat s hudebníky jako např. Gideon Kremer nebo Martha Argerichová, setkání literátů, dále politická setkání (Angela Merkelová). Také se zde konají mezinárodní jednání (7. - 8. června 2015 hostil zámek setkání skupiny zemí G7).

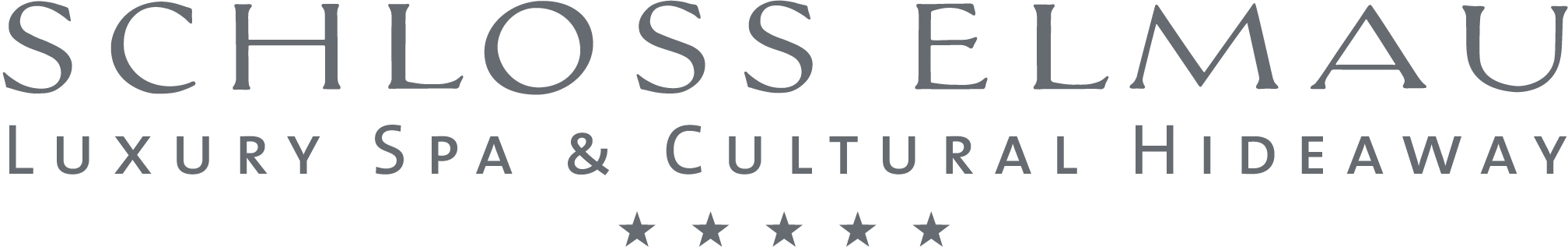
Logo hotelového resortu Elmau

## Historie
Historie zámku je spjata s bavorským protestantským teologem a filosofem Johannesem Müllerem, který pro něho nechala vystavět jeho donátorka, hraběnka Elsa z Waldersee v místě někdejšího hostince, v němž kdysi přenocoval i bavorský král Ludvík Bavorský cestou na svůj zámek Neuschwanstein. Pro duchovního Müllera a jeho nově vzniklý spolek příznivců německých asketických volnomyšlenkářů sloužil jako útočiště. Jelikož však byl Müller stoupencem nacismu, byl nucen podrobit se po druhé světové válce denacifikaci. Zámek byl zabaven americkou okupační mocí, poté ho od roku 1947 svobodný stát Bavorsko využívalo jako sanatorium. Počátkem 50. let 20. století byl zámek navrácen potomkům zakladatele a zařízen jako hotel.
Svého času se zde konaly slavnostní německo-anglické hudební koncerty, jichž se často účastnil také Benjamin Britten se svým přítelem, tenoristou Peterem Pearsem.
V roce 1997 se majitelem zámku stal vnuk zakladatele, Dietmar Müller-Elmau, který nechal zámek i bezprostřední okolí budovy nákladně zrenovovat, vybudoval zde lázně, obchody, knihovny a butiky. Kulturní program obohatil o setkání světové hudby, nové literatury, či politická a ekonomická setkání. Od té doby získal zámek řadu mezinárodních ocenění.

## Přístup
Na zámek Elmau kromě pěších turistických cest vede pouze jedna silnice, kde se platí mýtné.[zdroj?]

## Galerie

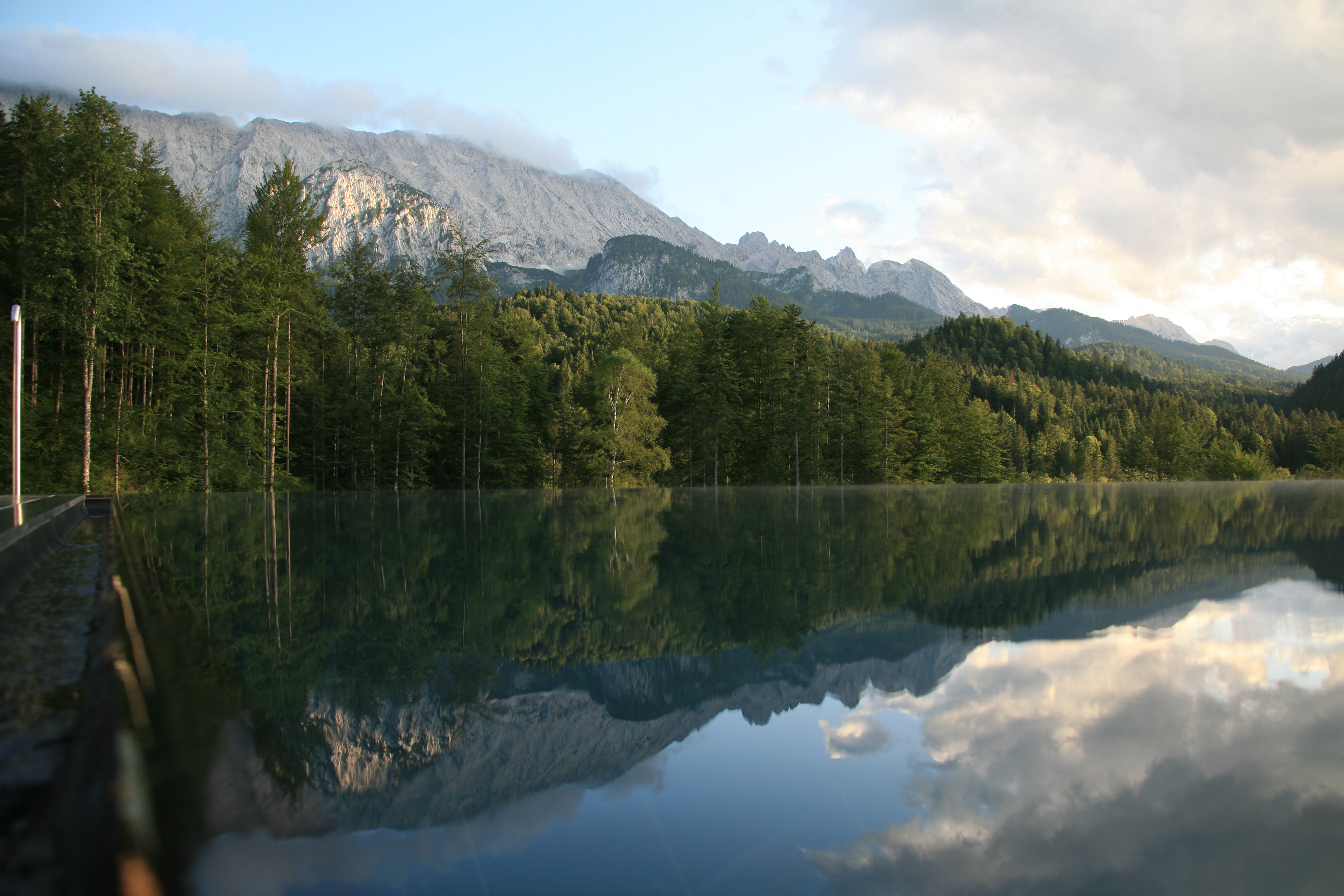
Jeden z bazénů na střeše budovy v areálu zámku
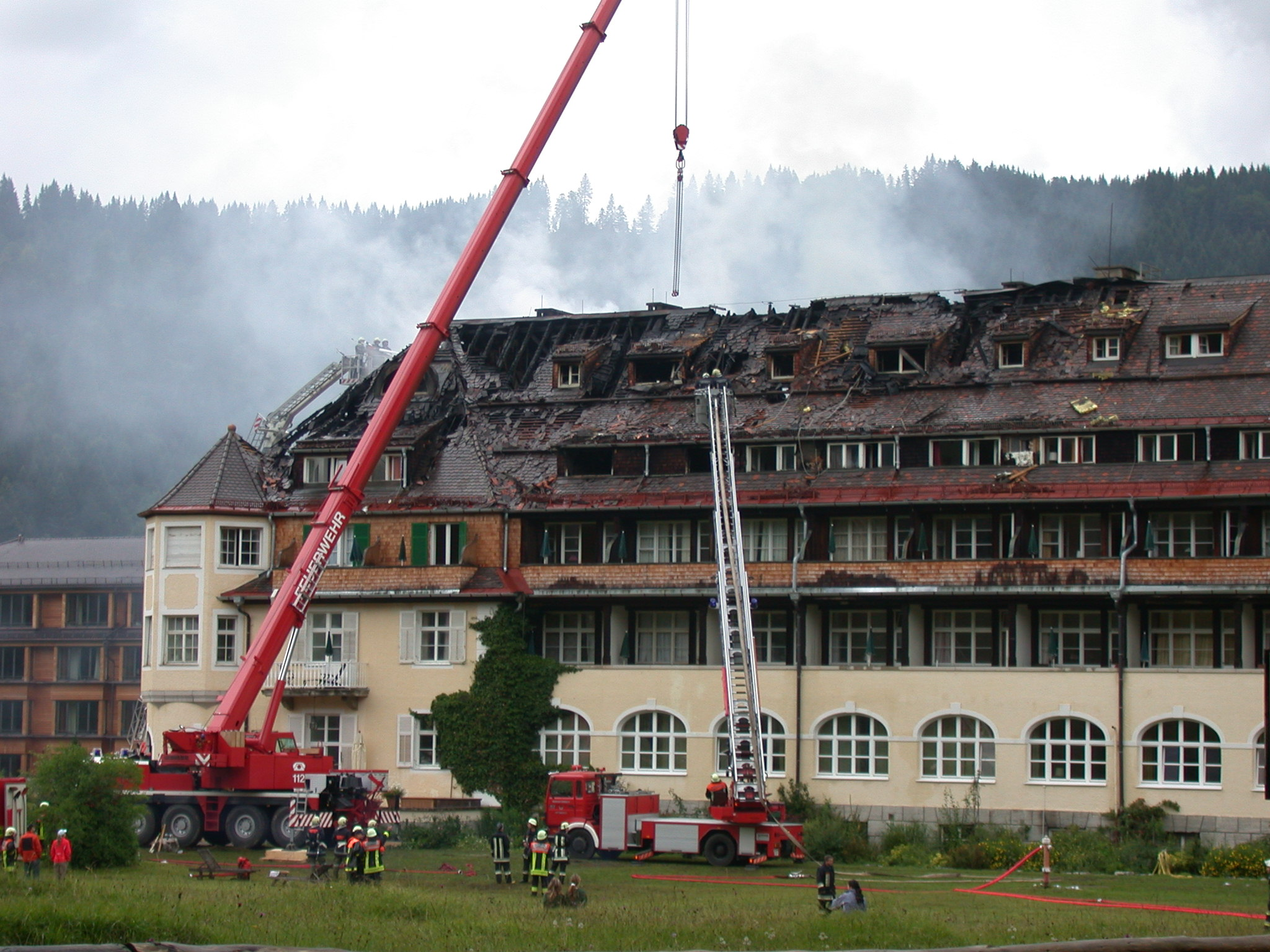
Zásah hasičů při požáru v roce 2005
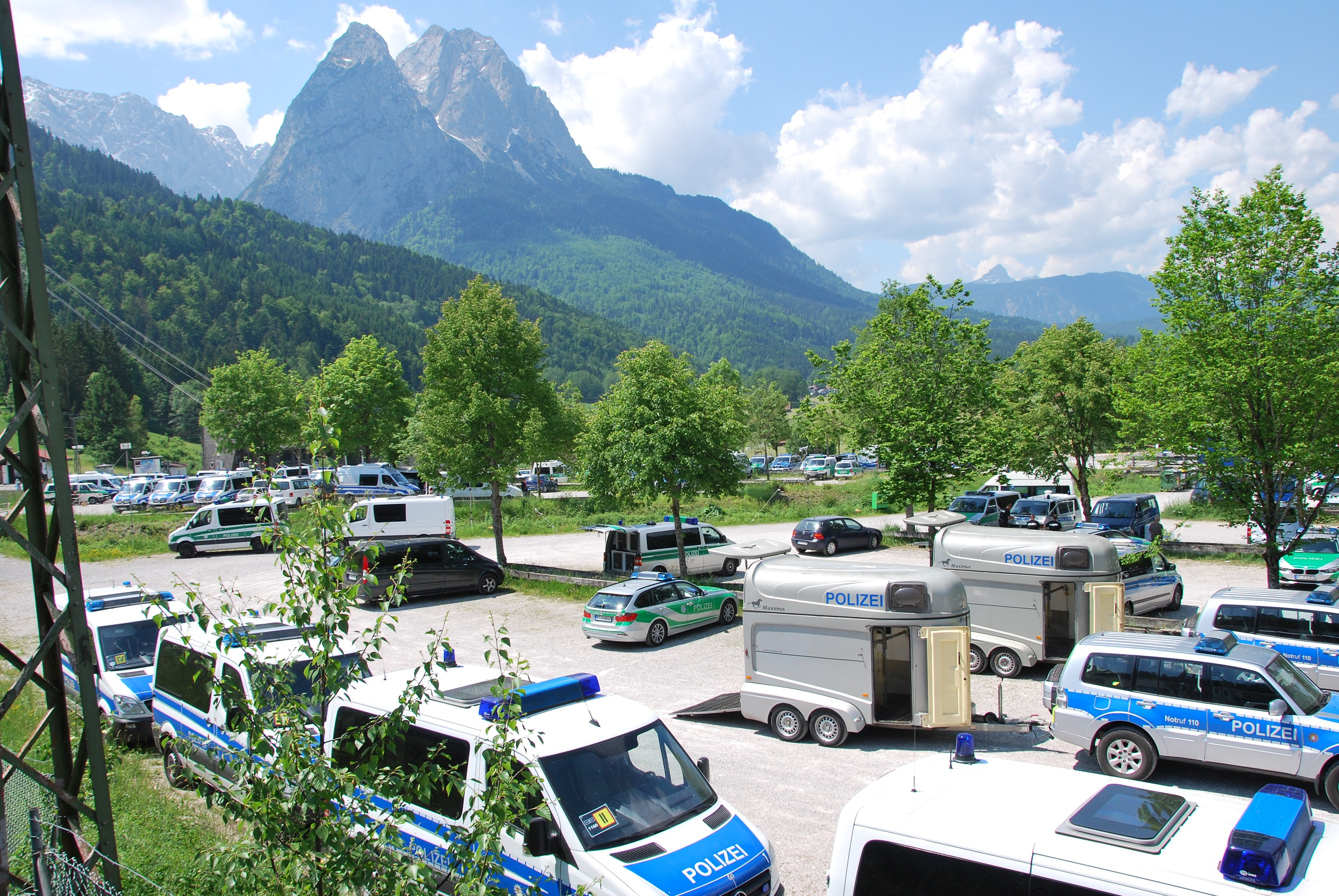
Policejní hlídky poblíž místa konání 41. summitu G7 v roce 2015
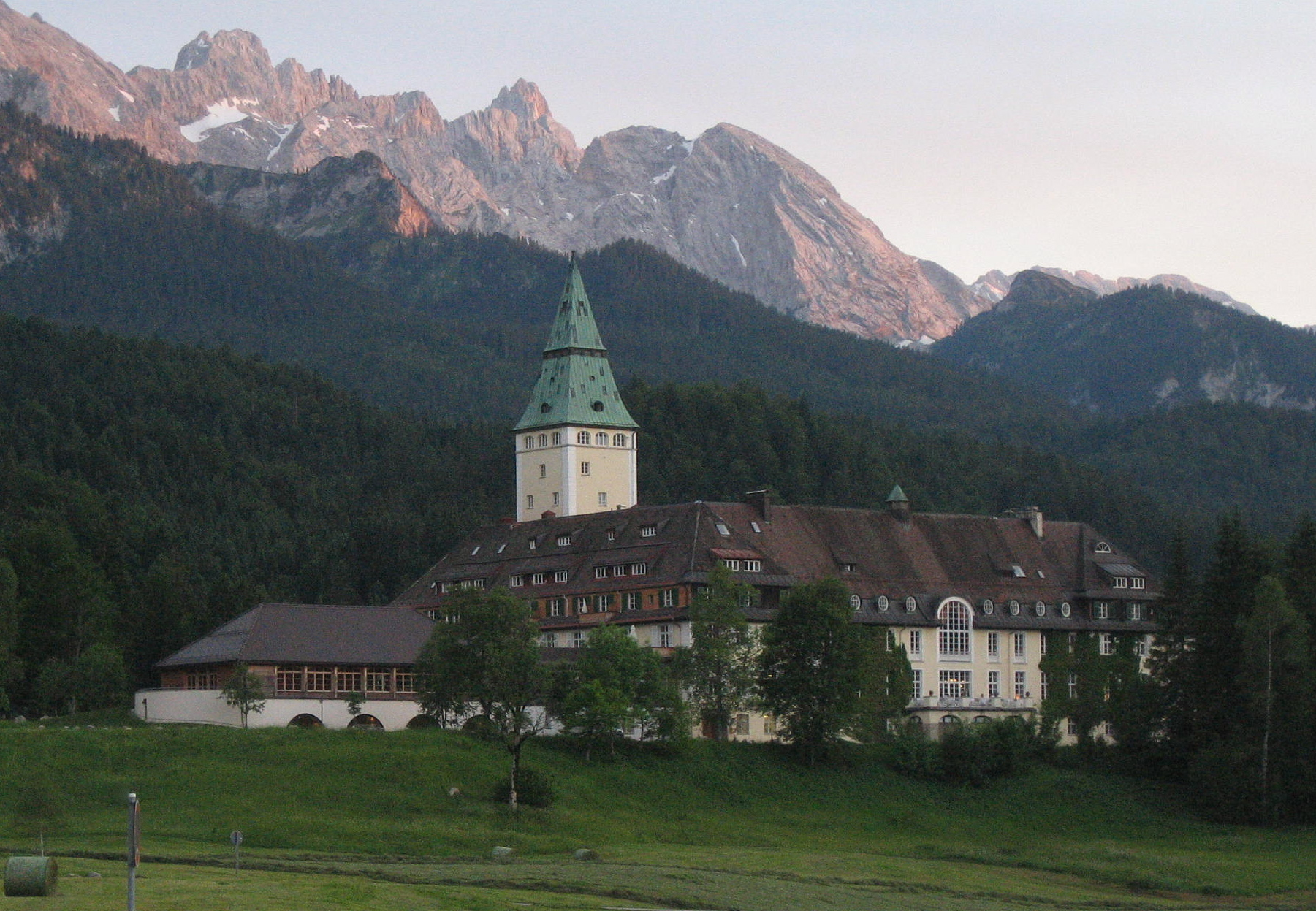
Pohled na zámek od severovýchodu
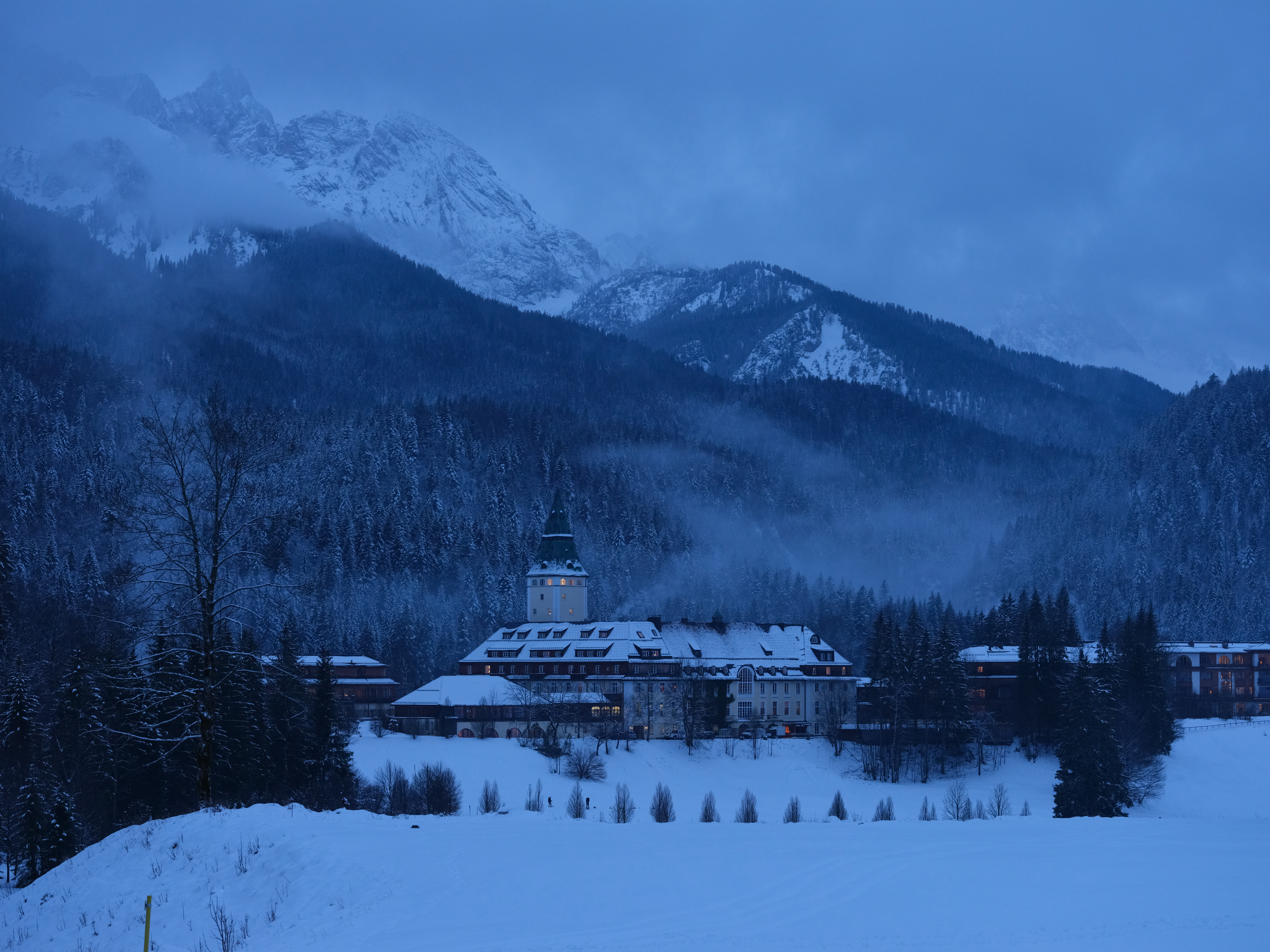
Zámek Elmau v zimě